# Michelle Magorian
Michelle Magorian, född 6 november 1947 i Portsmouth, Storbritannien, är en brittisk författare och skådespelerska.

## Bakgrund
Magorian föddes i Portsmouth men växte sedan upp i Singapore fram till nio års ålder. Hon utbildade sig så småningom till skådespelerska i London och Paris, men förutom det har hon även studerat balett, sång och har varit elev till mimaren Marcel Marceau. Hon gick en skrivarkurs vid 19 års ålder. Hennes debutroman, Godnatt, mister Tom, skickades till ett förlag på hennes lärares inrådan. Hon är gift och har två barn. Hon tillbringade mycket tid i Australien när hon skrev boken Godnatt, mister Tom.
Michelle Magorians romaner handlar om unga människor som på olika sätt ställs inför utmaningar som kommer att förändra deras liv.
Godnatt, mister Tom utkom på svenska 1983, och 2021 utkom den i en lättläst version.
Godnatt, mister Tom har även filmatiserats (Goodnight Mister Tom, 1998), i regi av Jack Gold och med John Thaw som Tom Oakley.

## Böcker
- 1981 - Godnatt, mister Tom (Goodnight, Mr Tom)
- 1985 - Hemlängtan (Back Home)
- 1991 - En liten kärlekssång (A Little Love Song)
- 1993 - På djupt vatten och andra berättelser (In Deep Water and Other Stories)
- 1994 - Plats på scen (Cuckoo in the Nest)
- 1998 - I rampljuset (A Spoonful of Jam)
- 2008 - Tystnad, tagning (Just Henry)

## Priser och utmärkelser
- 1982 The Guardian Fiction Award för Godnatt, mister Tom
- 1984 American Library Association Best Book for Young Adults för Hemlängtan